# Каньга
Каньга́ (рос. Каньга) — присілок у складі Ялуторовського району Тюменської області, Росія.
Населення — 135 осіб (2010, 158 у 2002).
Національний склад станом на 2002 рік:
- росіяни — 91 %